# Tishla
Tishla (arabiska: تشلا; spanska och franska: Tichla) är en ort i den av Marocko kontrollerade delen av det omstridda området Västsahara.
Enligt Marockos administrativa indelning tillhör orten en landskommun med samma namn i provinsen Awsard. Denna kommun hade 5 743 invånare enligt Marockos folkräkning 2014.